# Сертификати на музикалната звукозаписна индустрия
Световната музикална индустрия традиционно присъжда награди под формата на сертификати, касаещи нивото на продажбите на музикалните звуконосители на албуми и сингли. Тези сертификати и изискванията за тяхното получаване са базирани на нормативите на различните асоциации, представляващи музикалната индустрия в държавите по света.
Стандартно, сертификатите се назовават с имената „Златен албум“ и „Платинен албум“, а в някои страни съществуват и нива определяни като „Сребърен албум“ и „Диамантен албум“. Връчват се и сертификати като „Мултиплатинен албум“ (по-рядко и „Мултизлатен“), отразяващи удвояването (2х Мултиплатинен), утрояването (3х Мултиплатинен) и т.н., на стандартните нива на сертифициране. Например, албумът на британската рок група Дайър Стрейтс – „Brothers in Arms“ (1985), към 2013 година е достигнал нива от 9 000 000 продадени копия на територията на Съединените щати, поради което е сертифициран като „9х Мултиплатинен албум“ от Асоциацията на звукозаписната индустрия в Америка.

## Описание
Броят на продадени екземпляри от даден албум, необходим за достигане на сертификационно ниво е строго индивидуален за различните държави и зависи, както от броя на населението на страната, така и от степента на разработеност на музикалния пазар на нейната територия. Водещ в това отношение е пазарът в Съединените щати следван от Великобритания, Япония и Германия. Ето защо, нивото на продажби на дадено музикално произведение в тези държави е най-показателно за неговата популярност и респективно за неговия комерсиален успех.
Сертификати се връчват за всички типове издания (албум, сингъл, видео), но сертификационните нива за всеки тип са различни. Например, „Златен сертификат“ за музикален албум във Великобритания се издава за продажби достигнали 100 000 броя, докато „Златен сертификат“ за сингъл се получава при 400 000 продадени броя. Същото важи и за музикалните видеоносители. „Златен сертификат“ за музикален DVD-носител, във Великобритания се издава при 25 000 продадени броя.

## Сертификати по държави
Долните таблици показват сертификационните нива за продажби на музикални аудио и видео носители в по-големите и развити пазари.

### Музикални албуми
Сертификатите за музикални албуми се присъждат на всички аудио издания под формата на албум, в това число – студийни албуми, концертни албуми и официални сборни компилации.
| държава        | асоциация                                                         | сертификационни нива | сертификационни нива | сертификационни нива | сертификационни нива |
| държава        | асоциация                                                         | Сребърен албум       | Златен албум         | Платинен албум       | Диамантен албум      |
| -------------- | ----------------------------------------------------------------- | -------------------- | -------------------- | -------------------- | -------------------- |
| САЩ            | Асоциация на звукозаписната индустрия в Америка (RIAA)            | —                    | 500 000              | 1 000 000            | 10 000 000           |
| Великобритания | Асоциация на британската звукозаписната индустрия (BPI)           | 60 000               | 100 000              | 300 000              | —                    |
| Япония         | Асоциация на звукозаписната индустрия в Япония (RIAJ)             | —                    | 100 000              | 250 000              | 1 000 000            |
| Германия       | Федерална асоциация на музикалната индустрия (BVMI)               | —                    | 100 000              | 200 000              | —                    |
| Франция        | Национален синдикат на звукозаписните издатели във Франция (SNEP) | —                    | 50 000               | 100 000              | 500 000              |
| Канада         | „Музика Канада“                                                   | —                    | 40 000               | 80 000               | 800 000              |
| Австралия      | Австралийска асоциация на звукозаписната индустрия (ARIA)         | —                    | 35 000               | 70 000               | —                    |
| Италия         | Федерация на италианската музикална индустрия (FIMI)              | —                    | 30 000               | 60 000               | 600 000              |

### Видео
| държава        | асоциация                                                         | сертификационни нива | сертификационни нива | сертификационни нива | сертификационни нива |
| държава        | асоциация                                                         | Златен сертификат    | Платинен сертификат  | Диамантен сертификат |                      |
| -------------- | ----------------------------------------------------------------- | -------------------- | -------------------- | -------------------- | -------------------- |
| Австралия      | Австралийска асоциация на звукозаписната индустрия (ARIA)         | 7 500                | 15 000               | —                    |                      |
| Великобритания | Асоциация на британската звукозаписната индустрия (BPI)           | 25 000               | 50 000               | —                    |                      |
| Германия       | Федерална асоциация на музикалната индустрия (BVMI)               | 25 000               | 50 000               | —                    |                      |
| Италия         | Федерация на италианската музикална индустрия (FIMI)              | 10 000               | 20 000               | —                    |                      |
| Канада         | „Музика Канада“                                                   | 5 000                | 10 000               | 100 000              |                      |
| САЩ            | Асоциация на звукозаписната индустрия в Америка (RIAA)            | 25 000               | 50 000               | —                    |                      |
| Франция        | Национален синдикат на звукозаписните издатели във Франция (SNEP) | 7 500                | 15 000               | 60 000               |                      |
| Япония         | Асоциация на звукозаписната индустрия в Япония (RIAJ)             | 100 000              | 250 000              | 1 000 000            |                      |

## Историческа справка
Намалените нива на продажби на музикални произведения записани върху физически носители през десетилетието след 2000 година, довежда до намаляване и на сертификационните нива. Две са основните причини за наблюдавания спад. Първата от тях е масовото навлизане на интернет в социално-икономическата сфера след 1999 година и промяната на форматите и възможностите за разпространение и съхранение на музика. Втората причина е разразилата се след 2007 година, световна икономическа криза.
Долната таблица показва редуцирането на сертификационните нива за някои от държавите с цел напасване към реалната пазарна обстановка.
| държава  | сертификат | период               | период                               | настоящо ниво       |
| -------- | ---------- | -------------------- | ------------------------------------ | ------------------- |
| Канада   |            |                      | до май 2008 г.                       | след май 2008 г.    |
| Канада   | златен     |                      | 50 000                               | 40 000              |
| Канада   | платинен   |                      | 100 000                              | 80 000              |
| Канада   | диамантен  |                      | 1 000 000                            | 800 000             |
| Германия |            | до септември 1999 г. | септември 1999 г. – декември 2002 г. | след януари 2003 г. |
| Германия | златен     | 250 000              | 150 000                              | 100 000             |
| Германия | платинен   | 500 000              | 300 000                              | 200 000             |
| Германия | диамантен  | —                    | —                                    | —                   |
| Франция  |            | до юни 2006 г.       | юни 2006 г. – юни 2009 г.            | след юни 2009 г.    |
| Франция  | златен     | 100 000              | 75 000                               | 50 000              |
| Франция  | платинен   | 300 000              | 200 000                              | 100 000             |
| Франция  | диамантен  | 1 000 000            | 750 000                              | 500 000             |
| Италия   |            | до декември 2004 г.  | януари 2005 г. – края на 2009 г.     | от края на 2009 г.  |
| Италия   | златен     | 50 000               | 40 000                               | 30 000              |
| Италия   | платинен   | 100 000              | 80 000                               | 60 000              |